# The Circular Fence
The Circular Fence est un film muet américain réalisé par Allan Dwan et sorti en 1911.

## Fiche technique
- Réalisation : Allan Dwan
- Date de sortie : États-Unis : 25 septembre 1911

## Distribution
- J. Warren Kerrigan : Jack Stevens
- Pauline Bush : Elsie Elliott
- Jack Richardson : Battlesnake Ike
- Louise Lester : Mrs Elliott
- Chick Morrison : le sheriff
- Charles La Due : le cowboy